# Ligne 137 (Infrabel)
La ligne 137 était une courte ligne ferroviaire construite par l'État belge. Elle desservait des villages dont l'industrie était essentiellement constituée de carrières de marbre. La ligne permettait aussi de faire confluer la main-d'œuvre vers les mines et industries de l'Entre-Sambre-et-Meuse.

## Histoire
Dans le cadre de la convention du 26 octobre 1872 relative à la concession de lignes de chemin de fer reliant le bassin du Luxembourg à Charleroi et de celle du 31 janvier 1873, plusieurs réclamations eurent lieu pour que le prolongement de l'Athus-Meuse vers la Sambre (ligne 150) aboutisse à Châtelineau (Châtelet) en passant par Mettet et Acoz au lieu d'aboutir à Tamines. Ni ces réclamations, ni celles en faveur de la construction d'un embranchement distinct, entre Acoz et Mettet, ne furent prises en considération dans la liste des lignes à concéder aux Bassins houillers du Hainaut. Le Gouvernement accepta toutefois que cette ligne puisse être concédée par la suite si l'augmentation du trafic et des besoins viendraient à justifier la construction d'une ligne vers Acoz et Châtelineau.
En 1887, la ligne longue de 12,6 km est inaugurée par les Chemins de fer de l'État belge. La région est densément maillée, d'une part parce que l'industrie y est florissante, d'autre part parce que plusieurs compagnies s'y côtoient (le Grand Central Belge, exploitant la ligne de Châtelet à Florennes, actuelle ligne 138, ne sera nationalisé qu'en 1897).
Au début du XXe siècle, il fut envisagé d'utiliser cette ligne pour les trains de minerai venant de l'Athus-Meuse au lieu de les faire circuler par Fosses-la-Ville et Tamines, comme il était suggéré en 1873.
La ligne, à voie unique, sera exploitée sans discontinuer jusqu'au lendemain de la Seconde Guerre mondiale. La montée en puissance du camion et de l'automobile lui sera ensuite fatale, comme à de nombreuses autres lignes secondaires.
En 1954, le trafic passager est transféré à la route, et la section Gougnies - Mettet est abandonnée, avant d'être déferrée en 1966. Le raccordé de Gougnies est alors desservi depuis Châtelet / Acoz.
En 1978, cette desserte prend fin à son tour, et le tronçon Acoz - Gougnies est déferré en 1980.  

## Reconversion
Le tronçon est pressenti par les communes de Gerpinnes et Mettet pour être converti en RAVeL, en parallèle avec la ligne 138 et en connexion avec la ligne 150 depuis Mettet. Début 2009, la ligne est inscrite dans le projet de pré-RAVeL, mais il ne sera pas construit dans un futur proche.

### Sources
- Blog - les lignes de l'entre Sambre et Meuse
- (nl) Wim deridder - Spoorlijnen in Belgïe
- (nl) Paul Kevers -  Belgische spoorlijnen